# Minutemanproject
Het Minutemanproject (Engels: Minuteman Project) is de naam van een Amerikaanse groepering, of eigenlijk twee groeperingen, die pogen aan de grens tussen Mexico en de Verenigde Staten Mexicaanse migranten tegen te houden. De vereniging dankt haar naam aan de Minutemen, de militie die tijdens de Amerikaanse Onafhankelijkheidsoorlog de Britten bevocht.
Het project is opgericht in april 2005 door conservatieve Amerikanen die menen dat de Amerikaanse regering niet genoeg doet om illegale immigratie uit Mexico te stoppen, en daarom het heft in eigen handen namen. In december dat jaar viel de beweging uiteen in twee groeperingen, de Minuteman Civil Defense Corps en The Minuteman Project Inc., na onenigheden over de financiering. De eerste groep wordt geleid door Chris Simcox, de tweede door James Gilchrist. Het project is voornamelijk actief in Californië en Arizona, maar heeft ook gepatrouilleerd aan andere delen van de grens en zelfs enkele keren aan de grens met Canada. Ook doen de leden vaak een beroep op politici harder op te treden tegen illegale immigratie.
James Chase, die persoonlijk bevriend was met Gilchrist en samen met hem in het leger heeft gediend, stapte in 2006 uit de organisatie, en uitte vervolgens felle kritiek op Gilchrist en het Minuteman Project, noemde de groep racistisch en beschuldigde de groep ervan neonazi's op te nemen in haar rangen. Ook volgens de Anti-Defamation League onderhoudt het Minuteman Project banden met neonazi's. De groep is ook veroordeeld door de Southern Poverty Law Center, de American Civil Liberties Union en de Mexicaanse mensenrechtencommissie. De Amerikaanse president George W. Bush heeft te kennen gegeven 'volksgerichten' (vigilantes) niet op prijs te stellen. De voormalige president van Mexico, Vicente Fox, heeft vergelijkbare geluiden laten horen. Ex-gouverneur Arnold Schwarzenegger van Californië heeft de beweging echter geprezen.